# Terra Indígena Cachoeira Seca
Cachoeira Seca é uma terra indígena localizada no estado do Pará, nas cidades de Altamira, Placas e Uruará. Seu território está localizado entre o rio Xingu e rio Iriri, sendo ocupado por cerca de 100 indígenas do povo Arara, grupo de recente contato da etnia Karíb.
Sua homologação foi condicionante da construção da Usina Hidrelétrica de Belo Monte e tem sofrido historicamente forte pressão do desmatamento, sendo a terra indígena mais devastada cumulativamente no Brasil, além de ameaças de violência e ocupação por cerca de 3 mil não indígenas no território.

## Histórico
Desde os anos 1960, o povo Arara se estruturava politicamente e economicamente de forma autônoma, sem ter contato voluntariamente com não indígenas, até o governo brasileiro iniciar as obras da Rodovia Transamazônica e deslocá-los para outras localidades, já que o empreendimento cortou parte do território deste povo indígena. Nas duas décadas seguintes, o governo federal realizou um processo de incentivos fiscais e de financiamento com a finalidade de promover a ocupação da Amazônia, o que propiciou um avanço do desmatamento, garimpo, roubo de madeira ilegal, além do desenvolvimento agrícola e pecuário da região dos povos Arara. Assim, a FUNAI criou a Frente de Atração Arara em 1970, a qual possuiu o intuito de controlar os conflitos decorrentes dessa colonização da região.
No ano de 1985, a área da terra indígena foi interditada pela FUNAI para aprofundar os estudos referentes à demarcação do território. Porém, apenas em 1987 as comunidades que residem hoje na TI Cachoeira Seca foram contactadas  oficialmente pelo órgão indigenista.
Em 1989, técnicos da FUNAI iniciaram os trabalhos de identificação e demarcação do território indígena, sendo este composto por duas etapas. Primeiro, foi feito o mapeamento da região utilizada pelos indígenas para estabelecerem seus locais sagrados, roças e pontos de caça e pesca. Depois, foram realizados trabalhos de localização de possíveis invasores e suas benfeitorias, passo necessário para conduzir as propostas de demarcação da terra.
No dia 13 de março de 1991, o Ministério Público Federal ajuizou uma ação de reintegração de posse contra a indústria madeireira Bannach, por retirada ilegal de madeira no território indígena interditado pela FUNAI desde 1985. No mês seguinte, a Justiça Federal expediu o mandato de reintegração de posse, de forma que oficiais de justiça e a Polícia Federal foram cumpri-lo. No entanto, de acordo com o órgão indigenista, a madeireira Bannach não cumpriu o mandato, realizando apenas a interrupção de suas operações na época.
Em 21 de janeiro de 1993, a Terra Indígena Cachoeira Seca é declarada oficialmente pelo Ministério da Justiça com 760 mil hectares, sendo o território interligado com a Terra Indígena Arara. No entanto, essa medida desagradou empresas e órgãos municipais da região, como os prefeitos de Altamira, Uruará e Rurópolis. Assim, a partir desses eventos, um antropólogo assessor do Ministério Público Federal elaborou um parecer contestando a área demarcada do território e a necessidade de interligação com a TI Arara. Tal parecer embasou uma visita do procurador da República e Coordenador de Defesa de Direitos e Interesses Indígenas do MPF, Wagner Gonçalves, para a região que, por sua vez, concluiu em julho do mesmo ano pela ilegalidade da portaria que demarcou a Terra Indígena Cachoeira Seca.
No ano seguinte, a FUNAI busca a resolução de novo laudo antropológico, contestando as alegações realizadas pelas autoridades no ano anterior. No entanto, os grupos econômicos contrários à demarcação do território, prosseguiram na tentativa de anular completamente a portaria de 1993, entrando com cinco mandados de segurança no Superior Tribunal de Justiça (STJ), dos quais apenas dois foram acatados. Assim, em 1997 o STJ concede  um dos mandados de segurança e anula completamente a portaria declaratória de 1993, baseado na fragilidade dos estudos que subsidiaram o aumento do território indígena e da necessidade de participação de outro grupos envolvidos na demarcação.
Em 2004, a FUNAI inicia novos estudos com a finalidade de identificação e delimitação do território, resultando em uma proposta de demarcação de cerca de 734 mil hectares. A proposta é aprovada em 2008 e nova portaria de delimitação é assinada.
Apenas no dia 5 de abril de 2016, no entanto, a Terra Indígena Cachoeira Seca foi oficialmente homologada, iniciando assim o processo de regularização do território e desintrusão dos não indígenas por meio do reconhecimento das ocupações de boa-fé e pagamento pelas benfeitorias.
Apesar do processo de homologação ter sido realizado, a regularização fundiária não foi concluída em definitivo, restando no território milhares de ocupantes não indígenas e amplo avanço do desmatamento no território.

## Desmatamento

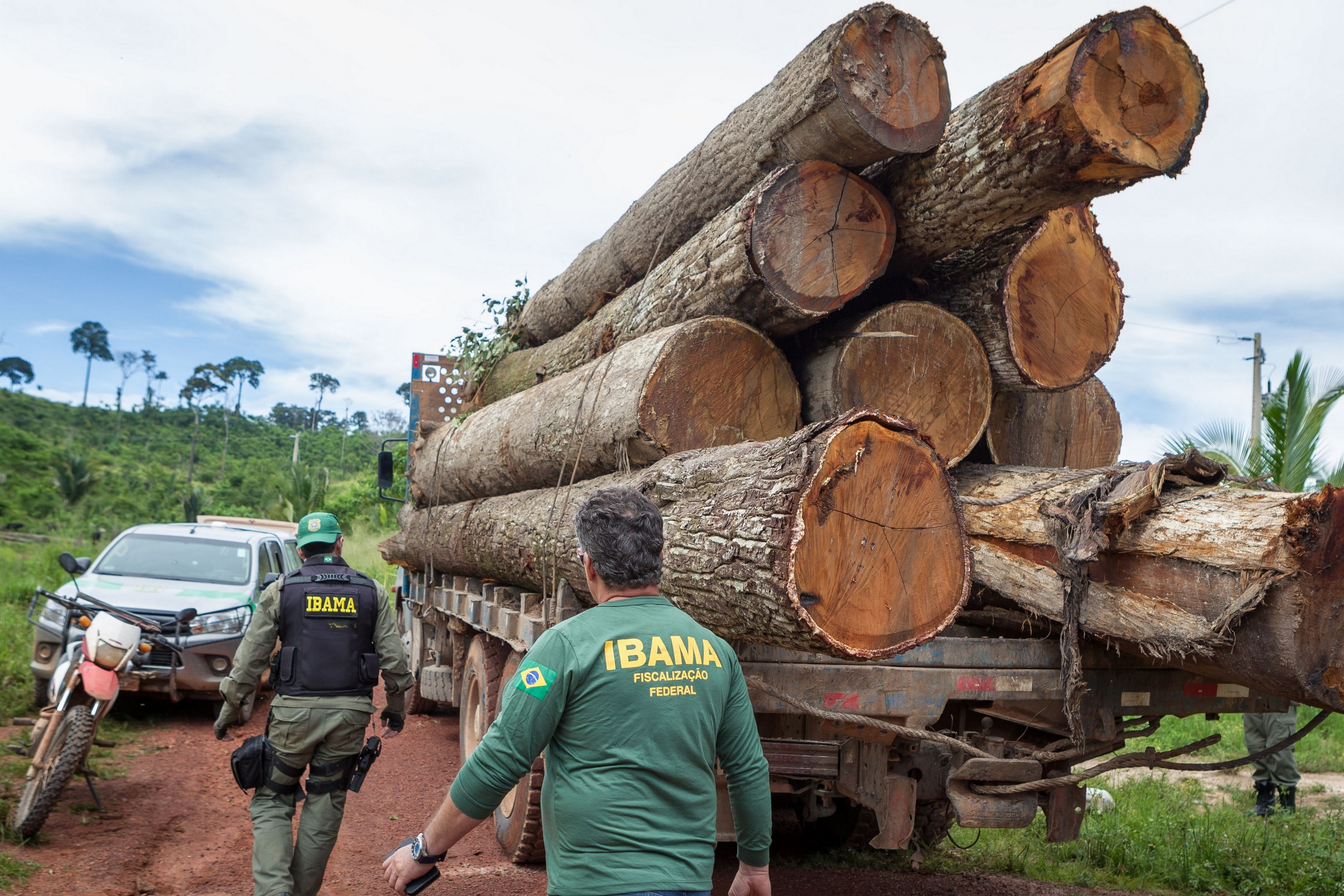
Ibama apreende madeira retirada ilegalmente da TI Cachoeira Seca

De acordo com levantamento da Frente de Proteção Etnoambiental do Médio Xingu, a Terra Indígena possuía taxa de desmatamento de cerca de 500 hectares por ano no período de início da construção da rodovia Transamazônica e passou para 2.400 hectares por ano em 2004. Esse ritmo segue a taxa de ocupação do território por não indígenas que passou de 311 ocupações em 1992 para 1.171 em 2011.
Já segundo os dados do INPE, a terra indígena perdeu cerca de 368 quilômetros quadrados de floresta apenas entre 2008 e 2020, atingindo um total de 697 quilômetros quadrados desmatados até o ano de 2022. Também, a TI apareceu entre os cinco territórios indígenas mais desmatados entre 2019 e 2022 de acordo com os levantamentos anuais de desmatamento do Mapbiomas.
Segundo relatório do Instituto Socioambiental, até o ano de 2014 cerca de R$400 milhões já haviam sido retirados de forma ilegal em madeira da TI, sendo principalmente ipês, jatobás e angelim-vermelhos, utilizados em indústrias na região Sul e Sudeste do Brasil.
Em 2021, a Associação Indígena do Povo Arara da Cachoeira Seca (Kowit) lança a campanha Guardiões do Iriri, com o intuito de formar uma rede de apoio para defender o território e reivindicar a retirada dos não indígenas pelas autoridades competentes.
Uma série de ações integradas foram deflagradas pelo Ibama a fim de combater o desmatamento na região. Em 2022, a Operação Guardiões do Bioma apreendeu cerca de $2 milhões de multa por exploração ilegal de madeira em 500 hectares do território indígena, além de apreender cerca de mil bovinos criados ilegalmente. No ano seguinte, nova operação do Ibama com a Polícia Federal, denominada Massaranduba, apreendeu e destruiu equipamentos utilizados no desmatamento ilegal na região, tendo como suspeito um vereador da cidade de Placas.